# Kraljeva Sutjeska
Kraljeva Sutjeska falu Bosznia-Hercegovinában, a Közép-boszniai kantonon belül található Kakanj községben. Az 1991-es népszámlálás során a lakosság 92%-a horvátnak, 2,9%-a bosnyáknak vagy jugoszlávnak vallotta magát. Lakói főként mezőgazdasággal foglalkoznak, kisebb arányban kisipari foglalkozást űznek.

## Története és nevezetességei
A középkorban Curia Bani néven ismerték a 14. században alapított Ferenc-rendi kolostort, és a körülötte kialakult települést.
A falu fő látnivalói a következők:
- 14. századi ferences kolostor.
- A Kotromanić-házhoz tartozó 14–15. századi bosnyák királyok rezidenciájának romjai. A közelben, Bobovacban találhatóak a királyok fő erősségének maradványai.
- Bosznia-Hercegovina egyik legrégebbi fennmaradt mecsetje, a 15. századi Hódító Mehmed-mecset. Minaretjét fából ácsolták.
- A 18. század elején épült Dusper-ház, Közép-Bosznia legrégibb hagyományos kőháza.

## Fordítás
- Ez a szócikk részben vagy egészben  a   Kraljeva Sutjeska című angol Wikipédia-szócikk ezen változatának fordításán alapul.  Az eredeti cikk szerkesztőit annak laptörténete sorolja fel. Ez a jelzés csupán a megfogalmazás eredetét és a szerzői jogokat jelzi, nem szolgál a cikkben szereplő információk forrásmegjelöléseként.
- Ez a szócikk részben vagy egészben  a   Kraljeva Sutjeska című német Wikipédia-szócikk ezen változatának fordításán alapul.  Az eredeti cikk szerkesztőit annak laptörténete sorolja fel. Ez a jelzés csupán a megfogalmazás eredetét és a szerzői jogokat jelzi, nem szolgál a cikkben szereplő információk forrásmegjelöléseként.